# 冠着駅
冠着駅（かむりきえき）は、長野県東筑摩郡筑北村坂井にある、東日本旅客鉄道（JR東日本）篠ノ井線の駅である。

## 歴史
駅名は、近くに冠着山があることに由来する。近隣では当時、駅開設を働きかけた村長の名を取り、「彦左エ門駅」とも呼ばれている。

### 年表
- 1937年（昭和12年）1月31日：鉄道省（のちに日本国有鉄道）篠ノ井線の冠着信号場として開設[1][2]。
- 1945年（昭和20年）4月1日：駅に格上げし、冠着駅となる[1][2]。旅客営業のみ[1]。
- 1972年（昭和47年）
  - 3月31日：荷物の扱いを廃止[3]。無人駅となる[4]。
  - 4月25日：簡易委託駅となる[5]。
- 1987年（昭和62年）4月1日：国鉄分割民営化により、JR東日本の駅となる[1]。
- 2016年（平成28年）6月1日：管理駅が明科駅から松本駅に変更。
- 2025年（令和7年）
  - 2月以降：駅番号にSN 12を設定[6]。
  - 3月15日：ICカード「Suica」の利用が可能となる[7][8]。東京近郊区間に編入される[7]。

## 駅構造
相対式ホーム2面2線を有する地上駅である。互いのホームは跨線橋で連絡している。
筑北村が受託する松本駅管理の簡易委託駅で、窓口と簡易Suica改札機（入出場両用機）が設置されている。
当駅より姨捨駅方面は長野統括センター、当駅は松本統括センターの管轄。

### のりば
| 番線 | 路線     | 方向 | 行先     |
| ---- | -------- | ---- | -------- |
| 1    | 篠ノ井線 | 上り | 松本方面 |
| 2    | 篠ノ井線 | 下り | 長野方面 |

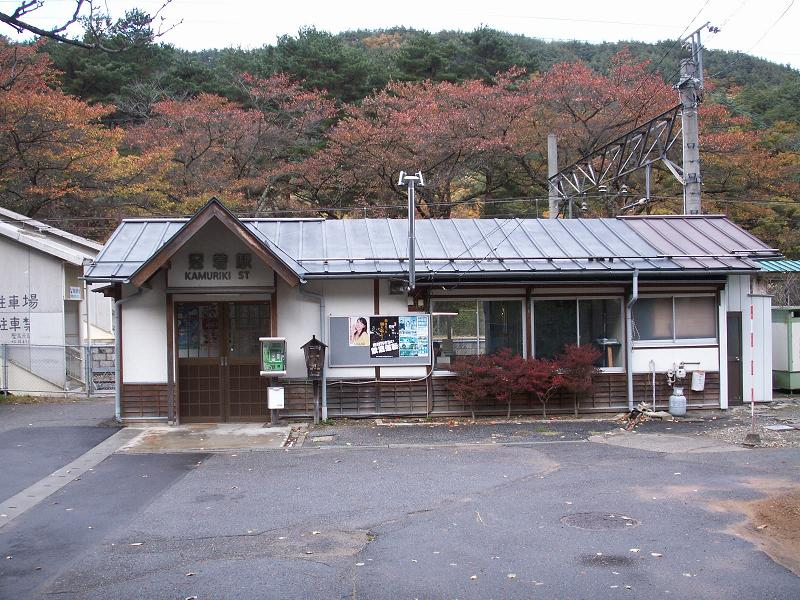
リニューアル前の駅舎（2006年11月）
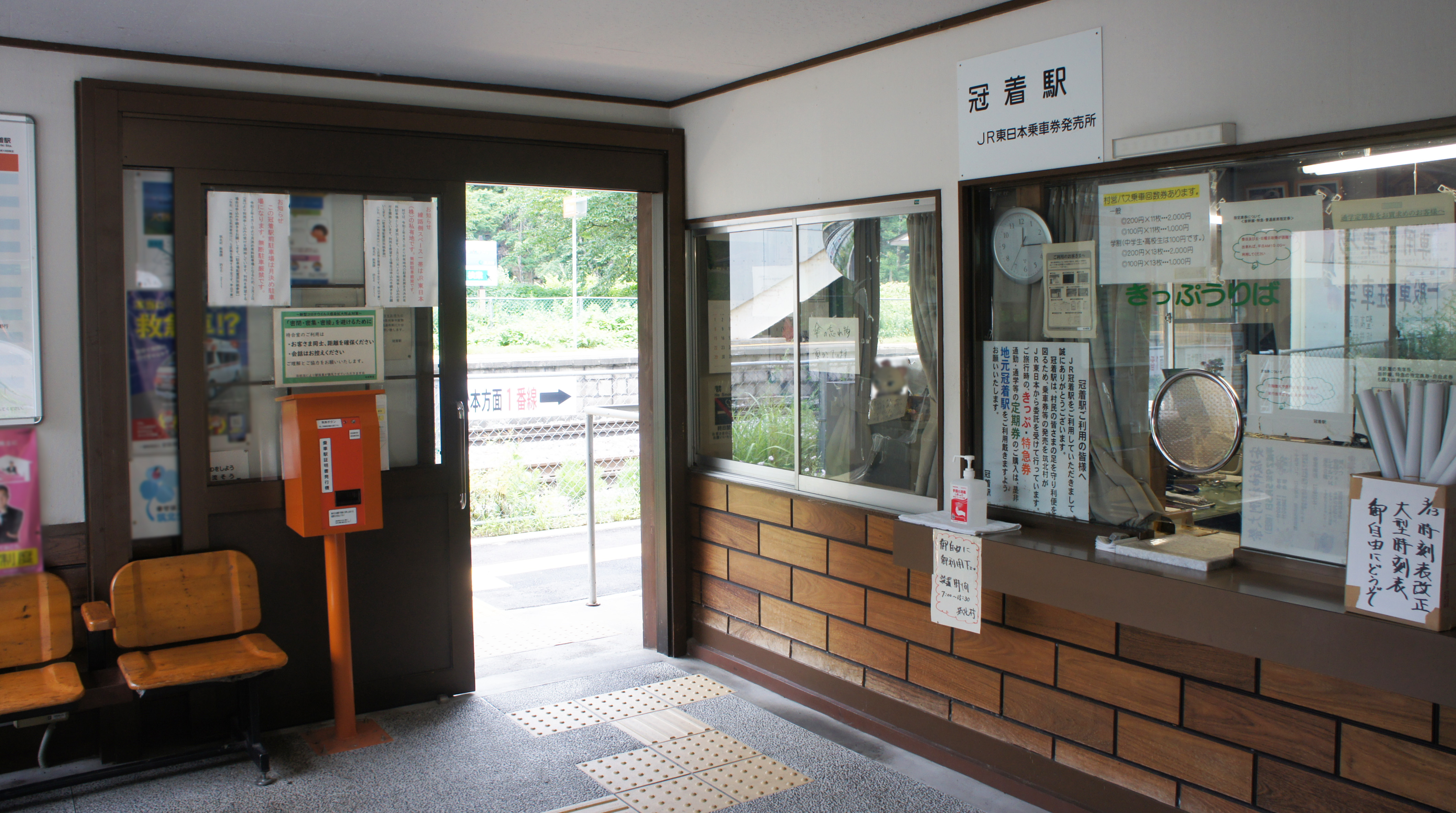
待合室（2021年7月）
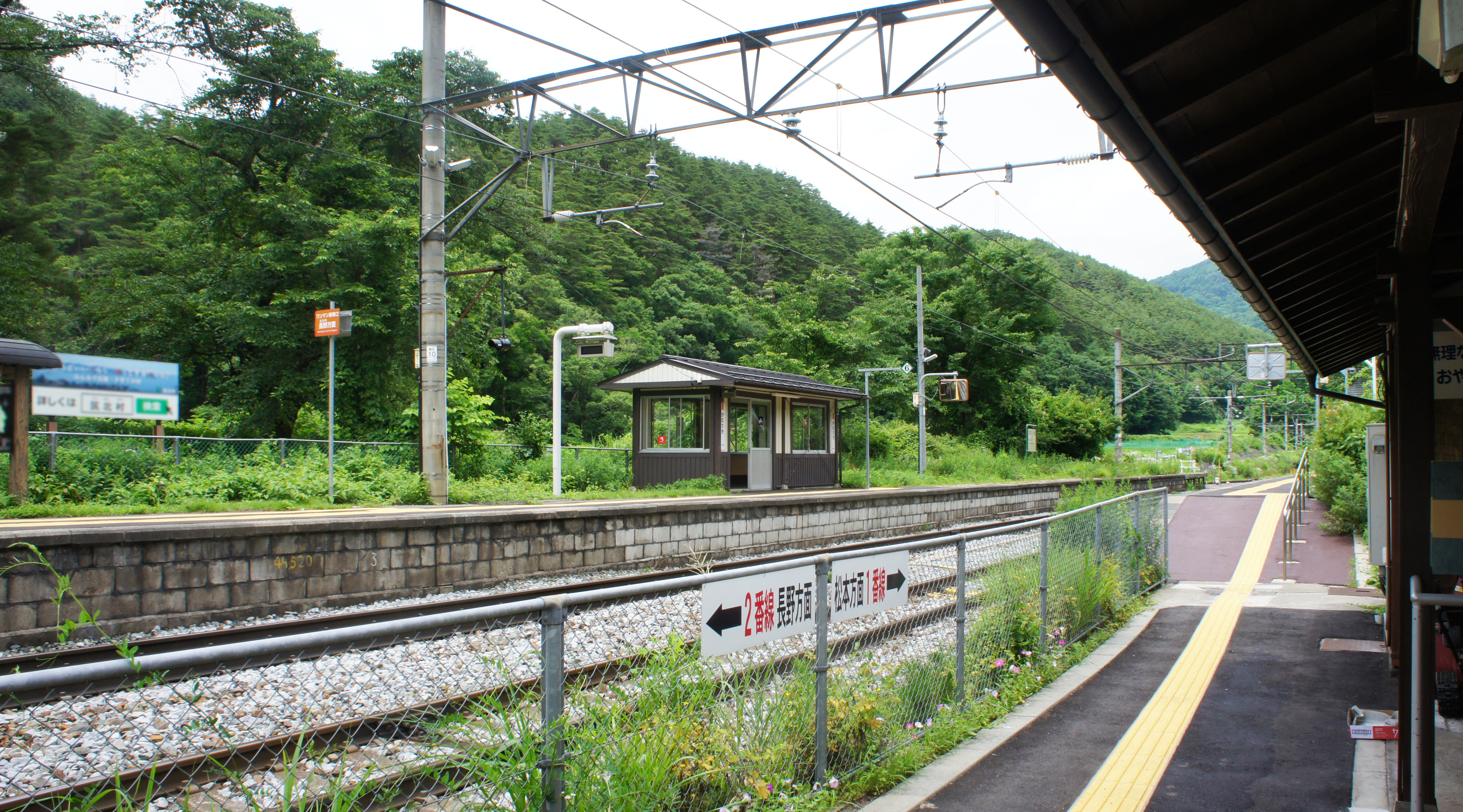
ホーム（2021年7月）

## 利用状況
JR東日本によると、2023年度（令和5年度）の1日平均乗車人員は45人である。
2000年度（平成12年度）以降の推移は以下のとおりである。
| 1日平均乗車人員推移 | 1日平均乗車人員推移 | 1日平均乗車人員推移 | 1日平均乗車人員推移 | 1日平均乗車人員推移 |
| 年度                | 定期外              | 定期                | 合計                | 出典                |
| ------------------- | ------------------- | ------------------- | ------------------- | ------------------- |
| 2000年（平成12年）  |                     |                     | 68                  | [ 利用客数 2 ]      |
| 2001年（平成13年）  |                     |                     | 67                  | [ 利用客数 3 ]      |
| 2002年（平成14年）  |                     |                     | 68                  | [ 利用客数 4 ]      |
| 2003年（平成15年）  |                     |                     | 69                  | [ 利用客数 5 ]      |
| 2004年（平成16年）  |                     |                     | 61                  | [ 利用客数 6 ]      |
| 2005年（平成17年）  |                     |                     | 53                  | [ 利用客数 7 ]      |
| 2006年（平成18年）  |                     |                     | 50                  | [ 利用客数 8 ]      |
| 2007年（平成19年）  |                     |                     | 51                  | [ 利用客数 9 ]      |
| 2008年（平成20年）  |                     |                     | 46                  | [ 利用客数 10 ]     |
| 2009年（平成21年）  |                     |                     | 49                  | [ 利用客数 11 ]     |
| 2010年（平成22年）  |                     |                     | 51                  | [ 利用客数 12 ]     |
| 2011年（平成23年）  |                     |                     | 56                  | [ 利用客数 13 ]     |
| 2012年（平成24年）  | 22                  | 39                  | 61                  | [ 利用客数 14 ]     |
| 2013年（平成25年）  | 25                  | 39                  | 65                  | [ 利用客数 15 ]     |
| 2014年（平成26年）  | 27                  | 40                  | 67                  | [ 利用客数 16 ]     |
| 2015年（平成27年）  | 36                  | 40                  | 77                  | [ 利用客数 17 ]     |
| 2016年（平成28年）  | 31                  | 44                  | 75                  | [ 利用客数 18 ]     |
| 2017年（平成29年）  | 28                  | 42                  | 71                  | [ 利用客数 19 ]     |
| 2018年（平成30年）  | 30                  | 43                  | 73                  | [ 利用客数 20 ]     |
| 2019年（令和元年）  | 25                  | 53                  | 78                  | [ 利用客数 21 ]     |
| 2020年（令和02年）  | 13                  | 50                  | 64                  | [ 利用客数 22 ]     |
| 2021年（令和03年）  | 16                  | 53                  | 70                  | [ 利用客数 23 ]     |
| 2022年（令和04年）  | 15                  | 39                  | 55                  | [ 利用客数 24 ]     |
| 2023年（令和05年）  | 8                   | 36                  | 45                  | [ 利用客数 1 ]      |

## 駅周辺
筑北村の坂井地域に位置する。旧・坂井村で唯一の旅客駅だったが、当駅は旅客を対象としない信号場として設置された経緯から旧坂井村の中心地から離れた場所にある。駅裏にはマレットゴルフ場、駅前には通勤用の月極駐車場と自転車置き場がある。また、当駅から長野方面は駅名の冠着山（姨捨山）を控えている。
このほか、筑北村営バスの路線が「冠着駅前」停留所より発着する。

## 隣の駅
東日本旅客鉄道（JR東日本）
 篠ノ井線
□快速（一部の松本方面行きのみ停車）・■普通（「みすず」含む）
聖高原駅 (SN 11) - 冠着駅 (SN 12) - 姨捨駅 (SN 13)
2009年（平成21年）までは、当駅 - 姨捨駅間に羽尾信号場が存在した。

### 記事本文
1. 1 2 3 4 5  石野哲 編『停車場変遷大事典 国鉄・JR編 II』（初版）JTB、1998年10月1日、206頁。ISBN 978-4-533-02980-6。
2. 1 2 3 4 5  信濃毎日新聞社出版部 編『長野県鉄道全駅』（増補改訂版）信濃毎日新聞社、2011年7月24日、87頁。ISBN 9784784071647。
3. ↑  「日本国有鉄道公示第691号」『官報』1972年3月31日。
4. ↑  「通報 ●篠ノ井線冠着駅ほか1駅の駅員無配置について（旅客局）」『鉄道公報』日本国有鉄道総裁室文書課、1972年3月31日、10頁。
5. ↑  「第2章 近代化／IV 旅客」『長鉄局三十年史』日本国有鉄道長野鉄道管理局、1980年10月14日、162頁。
6. ↑  『JR東日本長野支社管内へ「駅ナンバリング」を拡大します』（PDF）（プレスリリース）東日本旅客鉄道長野支社、2024年12月13日。オリジナルの2024年12月13日時点におけるアーカイブ。2024年12月16日閲覧。
7. 1 2 3  『2025年3月15日（土）長野県のSuica利用がますます便利になります』（PDF）（プレスリリース）東日本旅客鉄道長野支社、2024年12月13日。オリジナルの2024年12月13日時点におけるアーカイブ。2024年12月16日閲覧。
8. ↑  『長野県におけるSuicaご利用駅の拡大について』（PDF）（プレスリリース）東日本旅客鉄道長野支社、2023年6月20日。オリジナルの2023年6月20日時点におけるアーカイブ。2023年6月20日閲覧。
9. 1 2  “JR東日本：駅構内図・バリアフリー情報（冠着駅）”.   東日本旅客鉄道. 2025年5月12日閲覧。

### 利用状況
1. 1 2  “各駅の乗車人員（2023年度）”.   東日本旅客鉄道. 2024年7月20日閲覧。
2. ↑  “各駅の乗車人員（2000年度）”.   東日本旅客鉄道. 2019年3月26日閲覧。
3. ↑  “各駅の乗車人員（2001年度）”.   東日本旅客鉄道. 2019年3月26日閲覧。
4. ↑  “各駅の乗車人員（2002年度）”.   東日本旅客鉄道. 2019年3月26日閲覧。
5. ↑  “各駅の乗車人員（2003年度）”.   東日本旅客鉄道. 2019年3月26日閲覧。
6. ↑  “各駅の乗車人員（2004年度）”.   東日本旅客鉄道. 2019年3月26日閲覧。
7. ↑  “各駅の乗車人員（2005年度）”.   東日本旅客鉄道. 2019年3月26日閲覧。
8. ↑  “各駅の乗車人員（2006年度）”.   東日本旅客鉄道. 2019年3月26日閲覧。
9. ↑  “各駅の乗車人員（2007年度）”.   東日本旅客鉄道. 2019年3月26日閲覧。
10. ↑  “各駅の乗車人員（2008年度）”.   東日本旅客鉄道. 2019年3月26日閲覧。
11. ↑  “各駅の乗車人員（2009年度）”.   東日本旅客鉄道. 2019年3月26日閲覧。
12. ↑  “各駅の乗車人員（2010年度）”.   東日本旅客鉄道. 2019年3月26日閲覧。
13. ↑  “各駅の乗車人員（2011年度）”.   東日本旅客鉄道. 2019年3月26日閲覧。
14. ↑  “各駅の乗車人員（2012年度）”.   東日本旅客鉄道. 2019年3月26日閲覧。
15. ↑  “各駅の乗車人員（2013年度）”.   東日本旅客鉄道. 2019年3月26日閲覧。
16. ↑  “各駅の乗車人員（2014年度）”.   東日本旅客鉄道. 2019年3月26日閲覧。
17. ↑  “各駅の乗車人員（2015年度）”.   東日本旅客鉄道. 2019年3月26日閲覧。
18. ↑  “各駅の乗車人員（2016年度）”.   東日本旅客鉄道. 2019年3月26日閲覧。
19. ↑  “各駅の乗車人員（2017年度）”.   東日本旅客鉄道. 2019年3月26日閲覧。
20. ↑  “各駅の乗車人員（2018年度）”.   東日本旅客鉄道. 2019年7月11日閲覧。
21. ↑  “各駅の乗車人員（2019年度）”.   東日本旅客鉄道. 2020年7月13日閲覧。
22. ↑  “各駅の乗車人員（2020年度）”.   東日本旅客鉄道. 2021年7月24日閲覧。
23. ↑  “各駅の乗車人員（2021年度）”.   東日本旅客鉄道. 2022年8月7日閲覧。
24. ↑  “各駅の乗車人員（2022年度）”.   東日本旅客鉄道. 2023年7月11日閲覧。